# SLOTパックマン
SLOTパックマンは、パチスロ機種の名称。

## 概要
2018年にユニバーサルエンターテインメントから発売。
バンダイナムコとユニバーサルエンターテインメントによって共同開発された。
パックマンのゲームで遊んだ世代の30代から40代がターゲットとされている。
パックマンにちなんで89（パック）の演出が搭載されている。
押す順番の組み合わせによっても演出が変わる仕様となっている。
この機種にはそれまでの機種には無かったカメラを使用したコイン識別セレクターが付いている。このため他店のコインの使用や、同一店内での違うコーナーへの持込を防げるようになっている。